# 湯浅真希
湯浅 真希（ゆあさ まき、1976年〈昭和51年〉11月24日 -）は、日本の政治家。北海道上川郡新得町長（1期）。元新得町議会議員（3期）。

## 経歴
北海道上川郡新得町出身。新得小学校、新得中学校、札幌第一高等学校を経て、神田外語学院を卒業。
2015年の新得町議会議員選挙に立候補して初当選し、2023年には副議長に就任した。
2025年、当時の新得町長であった浜田正利が同年の新得町長選挙に立候補せず、引退する意向を示した。その後、湯浅は新得町長選挙への立候補を表明し、7月20日の投開票の結果、元副町長を98票差で破り、初当選を果たした。知事を含めずに市町村単位で見た場合、湯浅は北海道で3人目の女性首長となる。